# Massimiliano Ferrati
Massimiliano Ferrati (Adria, 15 maggio 1970) è un pianista italiano.

## Biografia
Premiato fin da giovanissimo in numerosi concorsi nazionali, quali il "Muzio Clementi" di Firenze (primo premio), "Marco Bramanti" di Forte dei Marmi (primo premio in due edizioni consecutive), Premio Venezia-Teatro La Fenice (secondo premio), si è imposto in numerosi concorsi internazionali membri di Fédération Mondiale des Concours Internationaux de Musique (FMCIM), quali "Alessandro Casagrande" di Terni, il Concorso Pianistico Internazionale Ferruccio Busoni di Bolzano, "Guardian (ora AXA) International Piano Competition" di Dublino, "Esther Honens" di Calgary, "UNISA International Piano Competition" di Pretoria (special prize per l'esecuzione di un brano di repertorio russo).  Nel 1998 vince il primo premio al Concorso Pianistico Internazionale "Rina Sala Gallo" di Monza.
Nel 2001 riceve la Bronze Medal al X International Piano Competition "Arthur Rubinstein International Piano Master Competition" di Tel Aviv (Israele), concorso che gli apre definitivamente le porte della scena internazionale.
Ha tenuto concerti e recital in rinomati teatri e sale da concerto in Italia e all'estero, tra cui: Milano alla Sala "G. Verdi" del Conservatorio di Milano, Torino all'Auditorium Rai di Torino, Venezia al Gran Teatro La Fenice, Trieste al Teatro Comunale “G. Verdi”, Teatro Comunale (Treviso), Varsavia alla Philharmonia di Stato, Amburgo alla Musikhalle, Napoli al Teatro delle Palme, Salisburgo alla Wiener-Saal, Calgary alla Jack Singer Concert Hall, Dublino alla National Concert Hall, Londra alla Purcell Room, Roma all'Auditorio di via della Conciliazione dell'Accademia “S. Cecilia”, Teatro Nazionale-Teatro dell'Opera di Roma, New York al Mannes College, Parigi alla Salle Cortot, Tel Aviv al Mann Auditorium.
Si è esibito con numerose orchestre tra cui la Calgary Philharmonic Orchestra, la Orchestra filarmonica d'Israele, l'Orchestra sinfonica di Mosca, la National Symphony Orchestra of Ireland, l'Orchestra di Padova e del Veneto, l'Orchestra Haydn di Bolzano e Trento, l'Orchestra di Roma e del Lazio, l'Orchestra Roma Sinfonietta, Orchestra Filarmonica Marchigiana.
È stato ospite nelle principali stagioni concertistiche e teatri italiani e in festival internazionali in America ed Israele.
Si dedica con passione anche alla didattica ed è docente in masterclass internazionali e nei conservatori italiani. Attualmente è docente di Pianoforte Principale presso il Conservatorio "E. F. Dall'Abaco" di Verona.

## Discografia
- W.A.Mozart, Sonata K 310, Fantasia K 475, Sonata per pianoforte a quattro mani K 381 (con Alessandro Cesaro), Real Sound, Massimiliano Ferrati, piano
- A. Casagrande, Piano Music, Fondazione Casagrande Terni.
- W.A.Mozart, Sonata K 310, Sonata K 330, Sonata K 331, Velut Luna, 2012 Massimiliano Ferrati, piano Mozart Piano Sonatas[collegamento interrotto]
- O. Respighi, Violin Sonatas (con Fabio Paggioro, violino), 2013 Brilliant Classics
- G. Martucci, Complete Music for cello and piano (con Roberto Trainini, violoncello), 2014 Brilliant Classics